# Sacada
Sacada är en rörelse inom argentinsk tango, där den ena partnern tar platsen som den andra partnern just befann sig på. Ofta utförs sacadan som en visuell effekt, där antingen föraren eller följaren till synes sparkar bort sin partners ben just när detta lämnar golvet.